# 摩擦発光

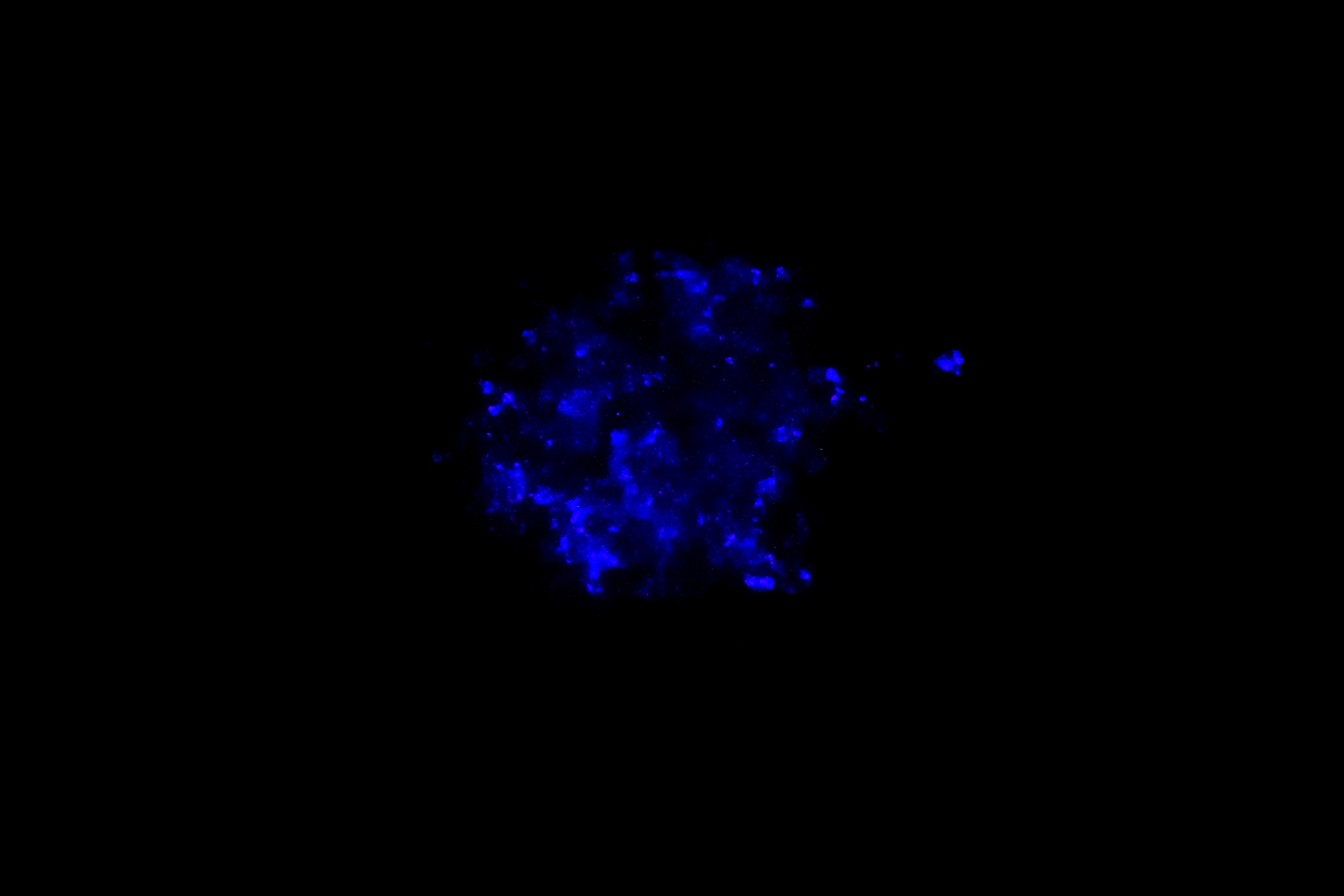
サリチル酸-L-ニコチンでの摩擦発光

摩擦発光（英: Triboluminescence）は、光学現象の一種であり、引き離す、剥がされる、引掻かれる、砕かれる、擦られるなどによって物質中の化学結合が破壊された際に光が放出される現象を指す。この現象には未解明な部分が残されているが、電荷の分離、再結合によって発生すると考えられている。triboluminescenceはギリシア語のτρίβειν（摩擦すること トライボロジーを参照）とラテン語のlumen（光）が語源となっている。砂糖の結晶を砕いたり、粘着テープを剥がすことで摩擦発光を観察することができる。
英語では、triboluminescenceはfractoluminescenceの同義語として用いられることがある。（fractoluminescenceは結晶体が破壊された際の光の放射だけについて示したい場合に使われることがある。）ピエゾルミネセンスの場合は変形した際に光が放たれるのに対し、破壊発光は破壊された際に光が放たれるという点で区分されることがある。これらの発光は応力発光の代表例である。（応力発光は力学的作用が働いた際に起こる発光現象である。）

## 歴史

### アンコンパーグル・ユト・インディアン
記録が残されているなかでは、中央コロラドを居留地としたアンコンパーグル・ユト・インディアンが、最初に応力発光によって石英の結晶を光源として用いたことのある民族の1つである。バッファローの生皮にコロラドやユタの山から集めた透明な石英の結晶を詰めることで、特別な祭具を作り上げた。夜中の儀式中にその祭具を振ることによって、半透明のバッファローの生皮の包みを通して、石英の結晶にかかった摩擦応力と力学的な負荷によって発生した閃光が観察できる。

### 後の時代
イングランドの学者であるフランシス・ベーコンによる1605年の著作である『The Advancement of Learning』にまで観測記録はさかのぼることができ、その中では次のように述べられている。「また、火、その燃焼物と、ホタル（部屋全体を照らすほどの光を放つ）や、一部の動物が持つ暗闇の中で光る目、削ったり砕いたりしているときの棒砂糖、乗馬で酷使した馬の汗など、これらに見られる共通点は何なのだろうか。」また、1620年の著作である『ノヴム・オルガヌム』にも観測記録は確認でき、その中では次のように述べられている。「どのような砂糖でも固まっているかどうかに関係なく十分に硬ければ、暗闇の中で割ったり砕いたりすると光ることはよく知られている。」科学者であるロバート・ボイルもまた1663年に摩擦発光の研究に関する報告を出している。また、棒砂糖は使う前に砕く必要があり、砕く際に光る様子が観察できる。
1675年にパリで発生した摩擦発光現象は歴史的に重要なものであった。天文学者であるジャン・ピカールは気圧計を運んでいる際に暗闇の中で気圧計が光っていることに気が付いた。その気圧計内のガラス管内には水銀が完全には中を満たさない程度に入っていた。ガラス管を水銀が滑り落ちるたびに上部の何もない空間が光った。この発光現象を研究している際に、研究者によって低気圧下では静電気によって空気が光る場合があることが発見された。この発見によって電灯の可能性が示された。

## 反応原理
材料科学においては、この現象には未だ不明な点が残っているものの、結晶学、分光法、その他実験的証拠に基づいた現在の理論によると、異方的な媒質が破壊される際に電荷分離が発生する。そして電荷再結合が発生すると、周りの空気中の窒素が放電によってイオン化され閃光が見られる。さらに研究によると、摩擦発光が見られる結晶は等方的ではない (そのため異方性によって電荷分離が発生する)ことが摩擦発光の発生に関係している、と考えられている。しかしながら、ヘキサキス(アンチピリン)テルビウムヨウ化物のように、この法則からは外れて非異方性を持ちつつも摩擦発光が見られる物質が存在する。材料中に存在する格子欠陥がそうした物質に部分的な異方性をもたらしていると考えられている。

## 実例
ダイヤモンドは摩擦されている間に青色や緑色に発光することがある。石英を用いてダイヤモンドを研磨していると、この現象が見られることがある。摩擦発光の性質を持つ鉱物としてはほかにも石英などがあり、こすり合わせることで発光させられる。
一般的な感圧接着テープ（スコッチテープ）の場合は、巻いてあるテープからテープの端を引っ張って剥がすと線状に光って見える。巻いてあるテープを真空中で剥がすとX線が発生することが、1953年にソビエトの科学者によって初めて観察された。2008年にはX線が発生する原理についての研究がより進んだ。また、金属でもこれに似たX線放射が観察されている。
それ以外にも、砂糖の結晶を砕くことによって小さな電場が形成され、正の電荷と負の電荷に分かれてから再結合しようとする際にスパークが発生する。特にLife Savers Wint-O-Greenというキャンディは、蛍光物質である冬緑油（サリチル酸メチル）が紫外線を青色光に変換するため、この現象を観察しやすい。
また摩擦発光は、食べ物の咀嚼時や脊椎関節がこすれた時、性行為中、また血液の循環中に、骨軟組織を覆う表皮に変形や摩擦帯電が発生することによって、生物現象としても観察される。

## 破壊発光
破壊発光（英: Fractoluminescence）は結晶が（摩擦を受けるというより）破壊されることによって起こる発光であるが、しかしながら破壊は摩擦を受けて発生することが多い。英語では、fractoluminescenceはtriboluminescenceの同義語として用いられることがある。結晶の原子構造および分子構造によっては、結晶が破壊される際に片側は正の電荷、反対側は負の電荷というように電荷分離が発生することがある。破壊発光においても摩擦発光と同じように、十分な電位が電荷分離によって生じた場合、界面に挟まれた気体を通って放電が発生することがある。どの程度の電位でこの現象が発生するかは、容器内の気体の誘電体特性による。純水からつくられた氷から、破壊発光は観察されている。

### 破断発生時の電磁放射の伝播
金属や岩石の塑性変形および亀裂伝播中の電磁放射について研究がされてきた。合金からの電磁放射についても分析、検証が行われている。転位によってこうした電磁放射が発生する原理はMolotskiiによって示された。また、金属コーティングされた合金とされていない合金において塑性変形や亀裂伝播が発生した際に別の副次的な電磁放射現象が見られたことがSrilakshmiとMisraによって報告されている。

#### 理論
何種類かの合金では微小な塑性変形や亀裂伝播に伴って電磁放射が発生すること、また強磁性を持つ金属ではネッキングの発生に伴って磁場が一時的に発生していることが、1970年代からMisraによって報告されており、幾人かの研究者によって検証、調査が行われている。1980年にはTudikとValuevが光電子増倍管を用いることによって、鉄、アルミニウムの引張破断に伴う電磁放射線を1014 Hzの周波数の範囲内で測定することに成功している。また、金属コーティングされた合金とされていない合金において別の副次的な電磁放射現象が見られたことが、2005年にSrilakshmiとMisraによって報告されている。固体物質が塑性変形や破断を起こすような大きな振幅負荷を受けると、熱放射や放射音、イオン放射、エキソ電子放射などが発生する。

#### X線の発生
適切な真空下でテープを剥がすことによって、人間の指のレントゲンを撮るのに十分なほどのX線が発生する。

#### 変形によって誘起される電磁放射
変形に関する研究が新たな素材の開発には必要である。金属の変形具合は温度、与えられる負荷の種類、ひずみ速度、酸化、腐食次第である。変形により誘起される電磁放射現象は、イオン結晶、岩石（特に花崗岩）、金属（特に合金）の3つに分けることができる。材質の特性は向きによって異なるため、電磁放射線が放出されるかは各結晶粒子の方位次第である。クラックの成長は原子結合が破壊されることにより電磁放射を引き起こすため、クラックが成長するにつれて電磁放射線の振幅は大きくなる。またクラックの成長が止まると減衰し始める。電磁放射線中には様々な周波数が含まれていることが実験による観察によって分かっている。

#### 電磁放射線の計測における試験方法
材料の機械的性質を判断するのには引張試験が広く用いられている。引張試験の記録が完全であれば、弾性特性、塑性変形の性質や範囲、降伏強度、引張強度、靭性に関する重要な情報が得られる。1つの試験でこれだけの情報が得られることを考えれば、材料工学の研究で引張試験が広く用いられていることは自然である。そのため電磁放射に関する研究は主には標本に対する引張試験に基づいている。実験によれば、せん断によるクラックの形成よりも引張によるクラックの形成のほうが、大きな単軸荷重がかかる際の弾性、強度ならびに負荷割合が高いため、誘起される電磁放射が強くなる。ポアソン比は三軸圧縮試験中に電磁放射の特性を識別するための重要な指標になる。ポアソン比が小さいほど横ひずみが起きにくい材質になり、そのため破断しやすくなる。動的条件下で部材を安全に取り扱うためには、塑性変形の原理はとても重要である。

#### 利用・応用
このような電磁放射はセンサ材料、知的材料の開発に利用できる。また、この技術は粉末冶金技術に組み入れることもできる。電磁放射は大きな変形に伴って発生する。最小限の力学的な刺激である成分の電磁放射反応が一番強くなることが分かれば、主原料に合わせることによって知的材料の開発に新たな流れをつくることができる。また、変形によって誘起される電磁放射は破損の検知、予防のための強力な手段として用いることができる。
Orel V.E.によって実験室診断による電磁放射を利用した全血やリンパ球の測定装置が発明された。

## 関連文献
- Martín Gil, Jesús; Martín Gil, Francisco J. (1978). “Triboluminescence of new uranyl salts”. Journal of Chemical Education 55 (5):  340. Bibcode: 1978JChEd..55..340G. doi:10.1021/ed055p340.
- Sweeting, Lind M. (1998年9月). “Wintergreen Candy and Other Triboluminescent Materials”. Department of Chemistry.   Towson University. 2017年4月19日閲覧。